# 阿尔马泽姆
阿尔马泽姆是巴西圣卡塔琳娜州的一个市镇。总面积173.484平方公里，总人口7312人，人口密度42.1人/平方公里。